# Brian Van Holt
Brian Van Holt (* 6. července 1969) je americký herec. Narodil se ve městě Waukegan ve státě Illinois, ale vyrůstal v Kalifornii. Zde také vystudoval sociologii na Kalifornské univerzitě v Los Angeles. Svou první filmovou roli dostal v roce 1996. Hrál například ve filmech Černý jestřáb sestřelen (2001) a Dům voskových figurín (2005) nebo v seriálech Kriminálka Miami (2009) a The Bridge (2013). Od roku 2009 také hraje jednu z hlavních rolí v seriálu Město žen.